# Dryocopus
Dryocopus – rodzaj ptaków z podrodziny dzięciołów (Picinae) w rodzinie  dzięciołowatych (Picidae).

## Zasięg występowania
Rodzaj obejmuje gatunki występujące w Eurazji i Ameryce.

## Morfologia
Długość ciała 30–55 cm; masa ciała 150–370 g.

## Systematyka

### Etymologia
- Dryocopus: gr. δρυοκοπος druokopos „dzięcioł”, od δρυς drus, δρυος druos „drzewo”; κοπος kopos „bicie”, od κοπτω koptō „uderzać”[13].
- Carbonarius: łac. carbonarius „palnik na węgiel drzewny” (tj. czarny, sczerniały), od carbo, carbonis „węgiel drzewny”[13]. Gatunek typowy: Picus martius Linnaeus, 1758
- Dryotomus: gr. δρυοτομος druotomos „drwal”, od δρυς drus, δρυος druos „drzewo”; τεμνω temnō „ciąć”[13]. Gatunek typowy: Picus martius Linnaeus, 1758.
- Dryocolaptes: łac. dryocolaptes „dzięcioł”, od gr. δρυοκολαπτης druokolaptēs „dzięcioł”, od δρυς drus, δρυος druos „drzewo”; κολαπτης kolaptēs „dłuto”, od κολαπτω kolaptō „dłutować”[13]. Gatunek typowy: Picus martius Linnaeus, 1758.
- Dryopicos: gr. δρυς drus, δρυος druos „drzewo”; nowogr. πικος pikos „dzięcioł”, od łac. picus „dzięcioł”[13]. Gatunek typowy: Picus martius Linnaeus, 1758.
- Hylatomus: gr. ὑλοτομος hulotomos „drwal”, od ὑλη hulē „las”; τεμνω temnō „ciąć”[13]. Gatunek typowy: Picus pileatus Linnaeus, 1758.
- Ceophloeus: gr. κεω keō „dzielić”; φλοιος phloios „zdzierać korę”[13]. Gatunek typowy: Picus lineatus Linnaeus, 1758.
- Phloeotomus: gr. φλοιος phloios „kora drzewa”, od φλεω phleō „obfitować”; τεμνω temnō „ciąć”[13]. Gatunek typowy: Picus pileatus Linnaeus, 1758.
- Thriponax: gr. θριψ thrips, θριπος thripos „kornik”; αναξ anax, ανακτος anaktos „lord, władca”[13]. Gatunek typowy: Picus javensis Horsfield, 1821.
- Neophloeotomus: gr. νεος neos „nowy”; rodzaj Phloeotomus Cabanis & F. Heine Sr., 1863[13]. Gatunek typowy: Phloeotomus schulzii Cabanis, 1883.

### Podział systematyczny
Do rodzaju należą następujące gatunki:
- Dryocopus pileatus (Linnaeus, 1758) – dzięcioł smugoszyi
- Dryocopus lineatus (Linnaeus, 1766) – dzięcioł czerwonoczuby
- Dryocopus schulzii (Cabanis, 1883) – dzięcioł żałobny
- Dryocopus javensis (Horsfield, 1821) – dzięcioł białobrzuchy
- Dryocopus hodgei (Blyth, 1860) – dzięcioł andamański
- Dryocopus martius (Linnaeus, 1758) – dzięcioł czarny